# 周宗
周 宗（しゅう そう、生没年不詳）は、中国の新代から後漢時代初期にかけての武将・政治家。涼州天水郡冀県の人。

## 事跡
| 姓名           | 周宗               |
| 時代           | 新代 - 後漢時代    |
| 生没年         | 〔不詳〕           |
| 字・別号       | 〔不詳〕           |
| 本貫・出身地等 | 涼州天水郡冀県     |
| 職官           | 雲旗将軍〔隗囂〕   |
| 爵位・号等     | -                  |
| 陣営・所属等   | 隗囂→公孫述→光武帝 |
| 家族・一族     | 〔不詳〕           |

隴右に割拠した新末後漢初の群雄の一人の隗囂の配下である。
更始帝（劉玄）が即位し、王莽が敗北したと聞いて、成紀（天水郡）の豪族の隗崔（隗囂の叔父）・隗義（隗囂の兄）が挙兵しようとすると、周宗は上邽（隴西郡）の楊広と共にこれに呼応し、鎮戎の大尹（新制における天水郡の太守）を討ち取っている。その後、隗囂が上将軍として頭領に推戴されると周宗も配下に加わり、漢復元年（23年）7月に隗囂が郡国に発した漢朝復興の檄においても、周宗は雲旗将軍として名を列ねた。
漢復2年（24年）、隗囂が更始帝の招請に応じて長安入りすると、周宗も同僚の王遵と共にこれに随従している。更始3年（25年）夏、淮陽王張卬らによる更始帝への兵変に隗囂も参与したが露見し、隗囂は更始帝からの召喚を拒否して自邸に立て籠もった。この時、周宗・王遵も折を見て隗囂との協議を重ね、遂に隗囂らは包囲を突破して隴右へ帰還した。
その後も、周宗は隗囂の腹心の一人としてその統治を補佐している。建武7年（31年）、隗囂が公孫述の傘下となり、朔寧王に封じられ、漢に叛く。周宗もこれに追従したが、建武8年（32年）になると、隗囂軍は政軍両面で次々と漢軍に切り崩され窮地に陥ったため、王元（隗囂の腹心）が蜀の公孫述への使者となって、救援を求めた。これにより、王元は蜀から5千人余りの援軍を借り、周宗も行巡と共にこれに合流し、西城（隴西郡）に包囲された隗囂の救援に向かった。漢軍との激戦の末、王元・周宗らはついに隗囂を救出し、冀県へ退却することに成功している。また、漢軍も兵糧不足のため撤退し、安定・北地・天水・隴西の各郡は再び隗囂に帰属した。
建武9年（33年）春、隗囂が病没すると、周宗は王元らと共に隗囂の遺児の隗純を朔寧王に擁立して、漢軍に抵抗を続ける。しかし建武10年（34年）10月、落門聚（天水郡冀県）で漢の来歙らに敗北し、周宗は隗純と共に漢に降伏した。
これ以後、周宗の名は史書に見られない。